# Psednos mexicanus
Psednos mexicanus är en fiskart som beskrevs av Chernova och Stein 2002. Psednos mexicanus ingår i släktet Psednos och familjen Liparidae. Inga underarter finns listade i Catalogue of Life.